# بیلی دیکینسون
بیلی دیکینسون (انگلیسی: Billy Dickinson; ۱۸ فوریهٔ ۱۹۰۶ – ۱۷ اوت ۱۹۶۸) بازیکن فوتبال اهل بریتانیا بود.
از باشگاه‌هایی که در آن بازی کرده‌است می‌توان به باشگاه فوتبال هال سیتی، باشگاه فوتبال ناتینگهام فارست، باشگاه فوتبال ساوتند یونایتد، و باشگاه فوتبال روترهام یونایتد اشاره کرد.